# Batalla de Rancho de Ávalos
El 19 de septiembre de 1876, en el Rancho de Ávalos, en las cercanías de la ciudad de Chihuahua se encontraba acuartelado un regimiento de caballería al mando del coronel Ángel Peralta, que mantenía como prisionero al General Donato Guerra. En las primeras horas de ese día, el jefe tuxtepecano, Ángel Trías Ochoa inició un ataque de artillería al campamento Lerdista, que fue respondido en desbandada y por todos los flancos por los acuartelados, finalmente algunas fuerzas perseguidoras  continuaron cargando contra los rebeldes, pero el coronel Ángel Peralta murió en combate, abatido por los rebeldes. El General Paulino Machorro en venganza a esto, ordenó el fusilamiento de Donato Guerra y el saldo fue favorable para las fuerzas federales, pues capturaron como prisioneros de guerra a veintiún oficiales rebeldes y cerca de trescientos de tropa. Aunque los levantamientos y los ataques porfiristas continuaron en muchos puntos del Estado.
- Datos: Q16489582